# USS LST-524
O USS LST-524 foi um navio de guerra norte-americano da classe LST que operou durante a Segunda Guerra Mundial.